# 西別府廃寺跡

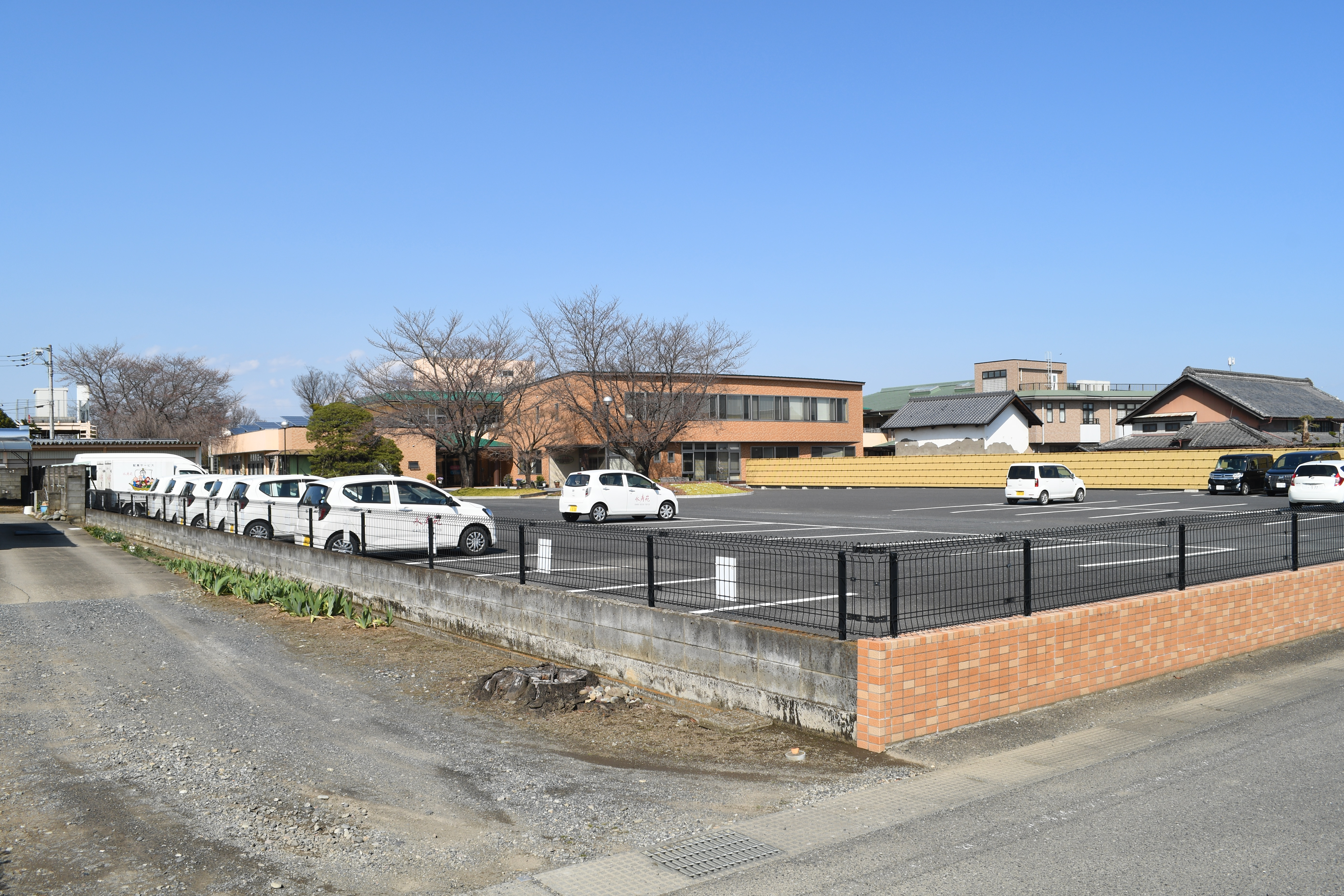
西別府廃寺跡付近 概観

西別府廃寺跡（にしべっぷはいじあと）は、埼玉県熊谷市西別府にある古代寺院跡。古代幡羅郡の郡衙関連遺跡群である幡羅官衙遺跡群を構成するが、寺域の史跡指定はされていない。古瓦25点が熊谷市指定有形文化財に指定されている。

## 概要

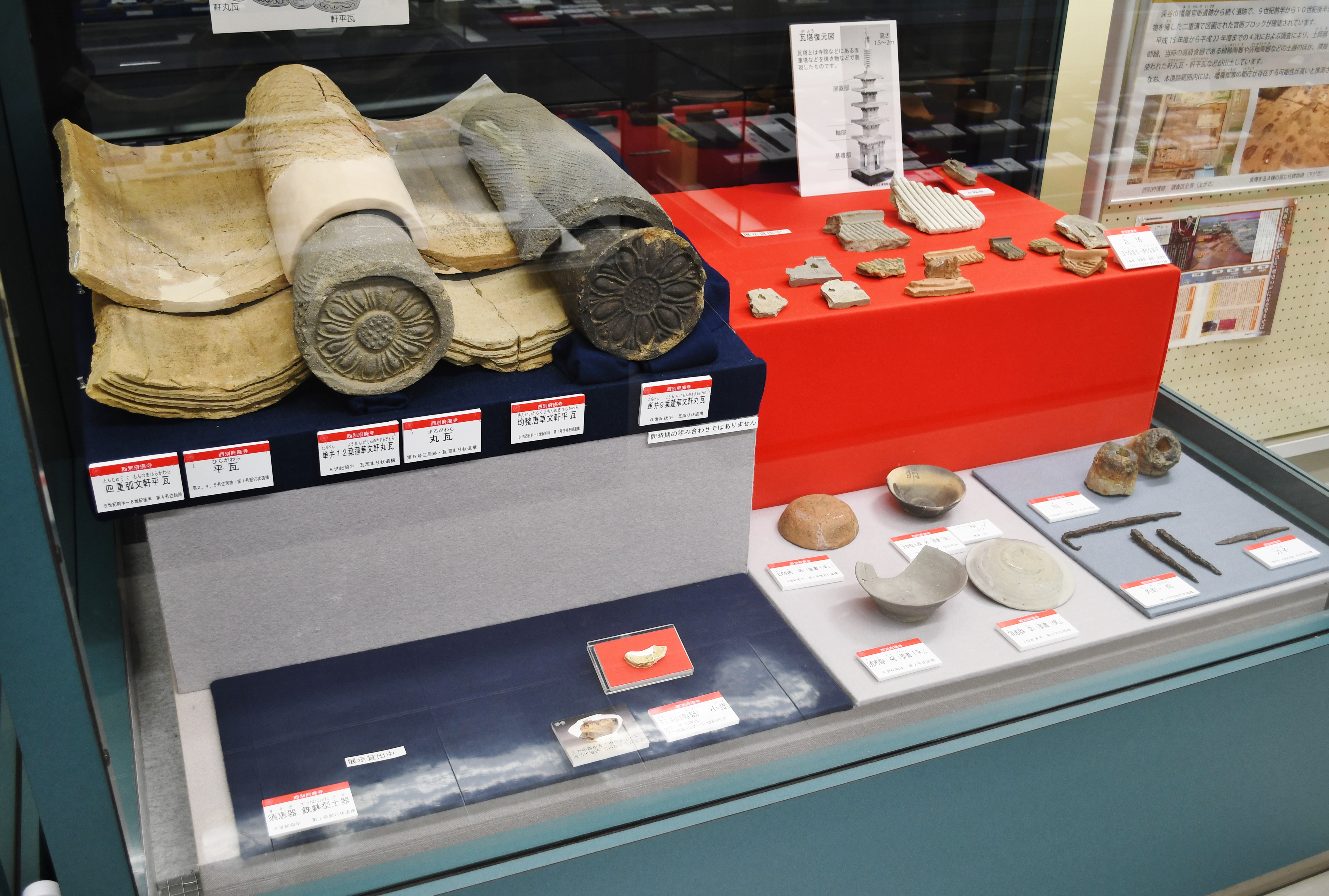
出土品熊谷市立江南文化財センター展示。

埼玉県北部、櫛挽台地の北端に位置する。古くから古瓦が採集されているほか、1990年（平成2年）以降に数次の発掘調査が実施されている。
寺域は東西100メートル・南北200メートルと推定され、寺域西限の区画溝と見られる幅5メートルの溝が検出されている。主要伽藍は詳らかでないが、基壇建物跡1棟のほか、瓦溜まり状遺構・竪穴建物跡などが検出されている。寺域では多くの瓦が採集されており、そのうち西戸丸山系軒丸瓦は岡廃寺（深谷市）・大久保領家廃寺（さいたま市）との関係を示唆する。創建は奈良時代の8世紀初頭頃と推定され、平安時代の9世紀後半頃までの存続が確認される。一帯では西別府廃寺を含めた幡羅官衙遺跡群（幡羅官衙遺跡・西別府遺跡・西別府祭祀遺跡）が所在しており、郡家・祭祀場・寺院が揃って把握される貴重な遺跡群の一角として重要視される遺跡である。
なお、遺跡群のうち幡羅官衙遺跡・西別府祭祀遺跡は2018年（平成30年）に指定名称「幡羅官衙遺跡群」として国の史跡に指定されたが、西別府廃寺は史跡指定には至っていない。

## 遺跡歴
- 1955年（昭和30年）11月3日、採集古瓦が熊谷市指定有形文化財に指定。
- 1990年（平成2年）、民間開発に伴う発掘調査：第1次（熊谷市教育委員会、1992年に報告書刊行）。
- 1992年（平成4年）、民間開発に伴う発掘調査：第2次（熊谷市教育委員会、1994年に報告書刊行）。
- 2009年-2010年度（平成21-22年度）、範囲内容確認調査：第3-4次（熊谷市教育委員会、2012年に報告書刊行）[5]。
- 2016年度（平成28年度）、民間開発に伴う発掘調査：第5次（熊谷市教育委員会、2018年に報告書刊行）[6]。

## 文化財

### 熊谷市指定文化財
- 有形文化財
  - 古瓦 25点（考古資料） - 軒丸瓦、軒平瓦、丸瓦、平瓦、瓦塔。所有者は安楽寺。1955年（昭和30年）11月3日指定[2]。

## 関連施設
- 熊谷市立江南文化財センター（熊谷市千代） - 西別府廃寺跡の出土品等を展示。